# Ozarba gobabis
Ozarba gobabis är en fjärilsart som beskrevs av Emilio Berio 1940. Ozarba gobabis ingår i släktet Ozarba och familjen nattflyn. Inga underarter finns listade i Catalogue of Life.